# Ball de Valencians

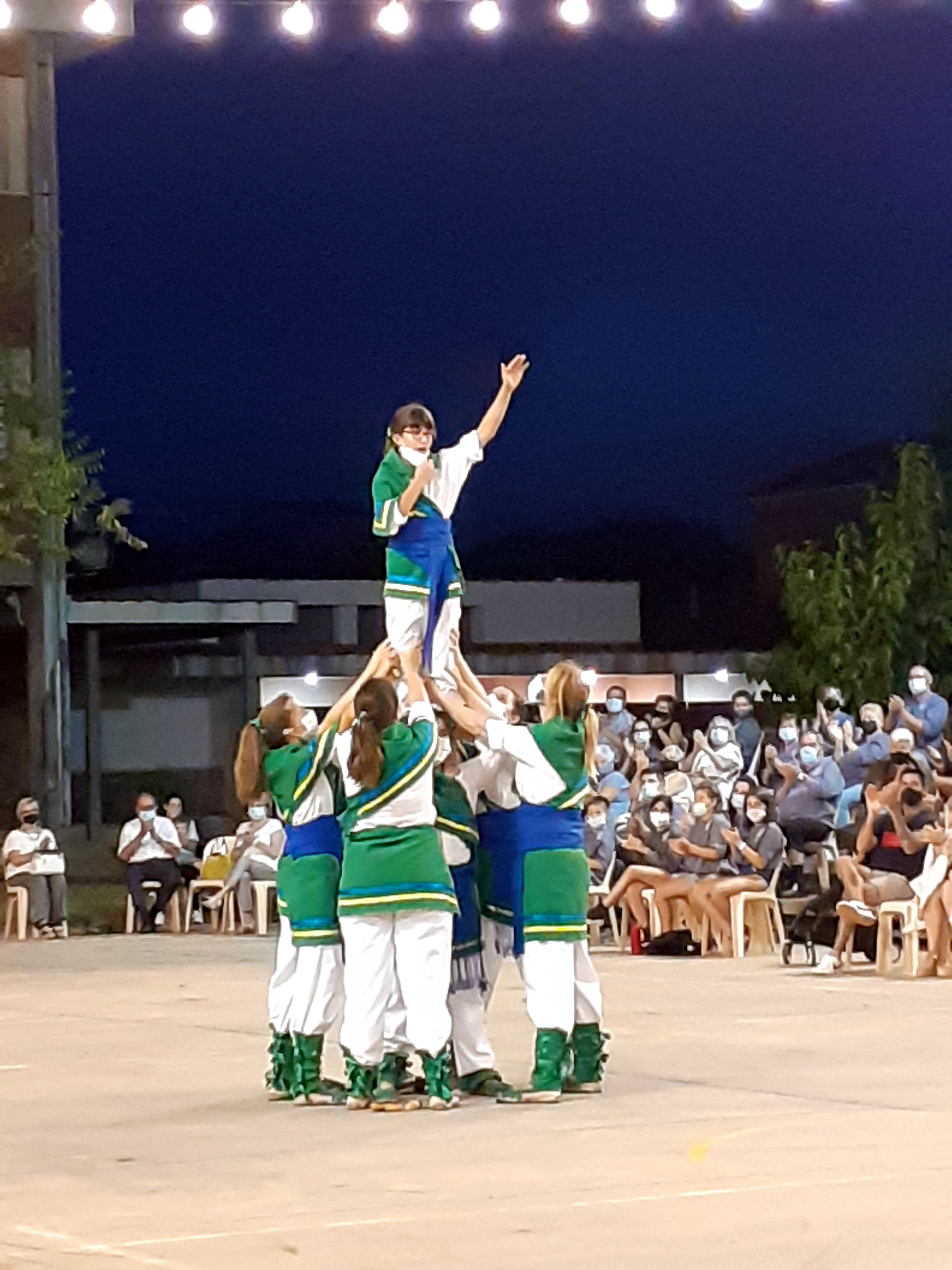
Ball de valencians a Riudoms durant la Festa Major de Sant Jaume de 2021

Ball de Valencians és el nom que rebien antigament l'element del seguici popular que pot documentar-se des del segle xvii fins a l'actualitat en diferents pobles del Camp de Tarragona i rodalia.
No tots el balls de valencians són iguals, n'hi ha de diverses característiques, uns tenen torres, altres balls de castanyoles, etc.
A més, l'expressió Ball de Valencians té diverses accepcions:
1. Ball fet per uns hòmens del País Valencià, el que podria considerar-se com a sinònim de muixeranga d'algun poble valencià, que pot tindre diferents parts com ara un ball, una torre...
2. Els catalans copien el ball, de manera que encara que el balladors no són valencians, fan el ball que duu aquest nom, cosa que fa pensar que pot haver-hi elements en el ball tan d'una zona geogràfica com d'altra.
3. Donat el fet de la inexistència de cap tradició, norma o límit, el ball evoluciona al llarg del temps i ho fa de manera diferent segons les zones geogràfiques on permaneix viu, incorporant elements de la cultura local i inclús arribant a perdre elements propis en origen.
4. Alguns balls de valencians esdevenen castells.
5. Reaparició del ball de valencians en pobles on la tradició s'havia perdut, intentant ser tot el més fidel al ball original, sense introduir cap modificació.

Segons Xavier Brotons, el Ball de Valencians constava d'una sèrie de quadres de dansa, acompanyades de música de gralla i terminaven amb una figura, és a dir, amb l'aixecament d'una xicoteta estructura humana, que s'anomenava "torreta", i que constava de tres o quatre nivells d'alçada.

## Alguns exemples de Ball de Valencians
Es poden trobar exemples de ball de valencians a llocs com ara: Albarca (1626), Alcover (a finals del segle xviii), Alforja (1784), Barcelona, Bellmunt, Bràfim, Cambrils, Capafonts, Capçanes, El Catllar, Falset, Lleida, Montblanc, Mont-roig del Camp, Poboleda i Porrera, Prades, Reus, La Riera de Gaià, Santa Margarida i els Monjos, Santa Oliva, la Secuita, la Selva del Camp, Tarragona, Tàrrega, Torredembarra, Ulldemolins, Vandellòs, Valls, El Vendrell, Vilanova i la Geltrú, Vila-seca, Vimbodí...

## El vestit
Quan s'estudien els vestits i les parts del ball de valencians es poden trobar pistes sobre el seu origen que poden recolzar o eliminar les teories sobre aquest origen.
El vestit característic del ball de valencians està format per: una calça curta, una camisa, les espardenyes, la faixa, els mocadors, els picarols i la gorra musca. En ocasions certes parts de la vestimenta són sempre del mateix color, com ara la camisa blanca o la gorra morada; en canvi d'altres canvien segons els pobles o les circumstàncies.
Respecte a les parts del ball, tenim per exemple: el vilano, la dansa, l'entrepassada, el ball del bracet, el ball del ballano... La gran quantitat de referències trobades al Costumari català fan pensar que la major part de les danss que formen part dels Balls de Valencians eren al temps balls antics propis de Catalunya.

## La música
Respecte a la música dels Balls de Valencians, està molt poc estudiada de forma científica. Existeixen partitures de les músiques però poc més. Els autors consideren que les partitures més rellevants a l'hora de obtindre informació són les de Reus.
La majoria dels balls incorporen cançons típiques de la zona on es realitzen.